# تابع پترسون
از تابع پترسون برای حل مشکل فاز در بلورنگاری پرتوی ایکس استفاده می‌شود. در سال ۱۹۳۵ توسط آرتور لیندو پترسون درحالی که وی یک محقق مدعو در آزمایشگاه برترام یوجین وارن در ام‌آی‌تی بود، معرفی شد.
تابع پترسون به این صورت تعریف شده‌است
{\displaystyle P(u,v,w)=\sum \limits _{hkl}\left|F_{hkl}\right|^{2}\;e^{-2\pi i(hu+kv+lw)}.}
این اساساً به‌جای ضرایب ساختاری، تبدیل فوریه در شدت‌ها است. تابع پترسون همچنین معادل چگالی الکترونی هم‌گشت‌شده با معکوس آن است:
{\displaystyle P\left({\vec {u}}\right)=\rho \left({\vec {r}}\right)*\rho \left(-{\vec {r}}\right).}
علاوه بر این، یک نگاشت پترسون از N دارای N(N − ۱) قله، به استثنای قله مرکزی (مبدأ) و هرگونه همپوشانی است.
موقعیت‌های قله‌ها در تابع پترسون بردارهای فاصله بینِاَتمی هستند و اوج ارتفاع متناسب با حاصل ضرب تعداد الکترون‌های اتم‌های مربوط است.
از آنجا که برای هر بردار بین اتم‌های i و j یک بردار مخالف با همان طول (بین اتم‌های j و i) وجود دارد، تابع پترسون همیشه دارای تقارن-مرکزی است.

## نمونه یک بعدی
مجموعه‌هایی از توابع دلتا را در نظر بگیرید
{\displaystyle f(x)=\delta (x)+3\delta (x-2)+\delta (x-5)+3\delta (x-8)+5\delta (x-10);\,}
پس تابع پترسون است
{\displaystyle {\begin{aligned}P(u)={}&5\delta (u+10)+18\delta (u+8)+9\delta (u+6)+6\delta (u+5)+6\delta (u+3)+18\delta (u+2)+45\delta (u)+\\&{}+18\delta (u-2)+6\delta (u-3)+6\delta (u-5)+9\delta (u-6)+18\delta (u-8)+5\delta (u-10).\end{aligned}}}